# CO-CóLO Corporation
株式会社ココロ（英: CO-CóLO Corporation）は、かつて存在した日本の芸能事務所。
1985年に沢田研二が渡辺プロダクションから独立する形で設立した事務所。代表は岸部一徳。現在は田中裕子の個人事務所であるアニマ出版に吸収合併され解散。

## 概要
1985年1月から沢田は半年間の休養を経て、渡辺プロダクションから独立。新事務所である、株式会社ココロを設立した。レーベルもポリドールから東芝EMIに移籍した。会社設立当初は、渡辺プロが株式を保有しており渡辺プロの子会社となっていたが、現在は系列から外れている。登記上は株式会社ココロとなっているが、公式サイトなどではCO-CóLO Corporation という名称が用いられている。
2019年末、長年社長を務めていた高橋勇が80歳と高齢になったことにより社長を辞任した。そして後任にザ・タイガースのベーシストとして共に活動し、長年親交のある俳優の岸部一徳が就任した。
2020年、新型コロナウイルス感染症の影響で東京都新宿区四谷にあった事務所を閉鎖し、12月26日付でファンクラブ（澤會）を解散した。
2023年5月、個人事務所である株式会社ココロ（CO-CóLO Corporation）が、妻の田中裕子の個人事務所であるアニマ出版株式会社（ANIMA）に吸収合併され、株式会社ココロは解散した。

## 所属人物
- 沢田研二